# Sylvia Marlowe
Sylvia Marlowe (de son vrai nom Sylvia Sapira ; New York, 26 septembre 1908 – New York, 11 décembre 1981) est une claveciniste américaine. Elle a interprété à la fois le répertoire baroque et des compositions de musiciens contemporains, tels Alan Hovhaness et Elliott Carter.

## Biographie
Après avoir étudié le piano et l'orgue à l'école et l'université, elle se rend à Paris pour travailler le piano, l'orgue, ainsi que la composition avec Nadia Boulanger à l'École normale, puis après l'avoir entendue, profondément émue par son jeu, étudie avec Wanda Landowska. De retour à New York elle interprète l'intégrale du clavier bien tempéré au piano pour la radio et reçoit un prix national de musique. Pendant quelques années elle se spécialise dans des programmes radiophoniques, présentant la période renaissance et baroque, ainsi qu'une large palette de musique contemporaine, incluant le jazz ; ne perdant pas non plus son intérêt pour la musique populaire, et effectue des tournées de concert en Amérique du nord et du sud, en Europe et en Asie.
Dès 1948, elle enseigne à la Mannes School of Music à New York et fonde The Harpsichord Quartet avec Claude Monteux à la flûte, Harry Shulman au hautbois et Bernard Greenhouse au violoncelle, avec qui elle joue les compositeurs baroques tels Couperin, Haendel et Bach. Elle est l'éditrice des œuvres pour clavecin de François Couperin pour G. Schirmer.
En 1957, elle fonde la société de musique pour clavecin (Harpsichord Music Society, Inc.) afin de promouvoir de nouvelles œuvres pour clavecin et l'attribution de bourses d'études avancées de l'instrument et de son répertoire. Les compositeurs qui ont reçu commandes de la société comprennent : Elliott Carter, Ned Rorem, Alexei Haieff, Vittorio Rieti et Henri Sauguet,.
Elle épouse un peintre paysagiste, Léonide Berman.

## Œuvres commandées
- Arthur Berger (en),
- Elliott Carter, Sonate pour flûte, hautbois, violoncelle et clavecin (1952). L'œuvre remporte le prix de la fondation Walter Naumburg en 1956.
- Henry Cowell
- Alexei Haieff,
- Alan Hovhaness, Quatuor, op. 97 (1951)
- John Lessard, Toccata en quatre mouvements pour clavecin (1951)
- John Lessard, Concerto pour clavecin et orchestre de chambre
- Vittorio Rieti, 
  - Partita pour flûte, hautbois, quatuor à cordes et clavecin obligé (1946)
  - Concerto per clavicembalo e orchestra (1955)
- Ned Rorem, Lovers (1964)
- Henri Sauguet, Suite royale pour clavecin (1962 ; éd. Eschig)
- Harold Shapero,
- Carlos Surinach,
- Virgil Thomson,
- Ben Weber, Sérénade (1953)

## Discographie
Sylvia Marlowe a commencé à enregistrer des 78 tours pour la branche américaine de Decca au début des années 1940, dont quelques références sont licenciées pour DG en Europe, ou d'autres maisons du temps du disque vinyle, notamment pour Haydn Society (dans un programme de 6 disques de sonates de Haydn) et Capitol. Elle laisse deux disques de musique baroque pour clavecin pour le label Remington, enregistrés en 1953 et 1956.
- Bach, Variations Goldberg (c.1968, RCA) (OCLC 7002592)
- Sylvia Marlowe plays Bach : Concerto italien, Suite française no 5... (LP Decca) (OCLC 9628531)
- Sylvia Marlowe plays Couperin le Grand : Apothéose de Lulli, Le reveil-matin, La favorite, Le tic-toc-choc, Les folies franc̜oises... (2LP Decca) (OCLC 6654136 et 3119095)
- Sylvia Marlowe plays harpsichord music of the 20th century : Carter (Sonate pour flûte, hautbois, violoncelle et clavecin), Rorem (Lovers), Falla (Concerto), Sauguet (Suite royale) (LP Decca / Serenus Recorded Editions SRS 12056) (OCLC 290622410 et 3125995)
- Six Americans : contemporary American works for the harpsichord : Ben Weber (Serenade, op. 39)° ; Harold Shapero (Sonate no 1) ; John Lessard (Toccata) ; Vittorio Rieti (Sonata all'antica) ; Virgil Thomson (Cantabile : a portrait of Nicolas de Chatelain ; Sonate no 4) ; Arthur Berger (Intermezzo ; Bagatelle) - Claude Monteux°, flûte ; Harry Shulman°, hautbois ; Bernard Greenhouse°, violoncelle (Decca 710021) (OCLC 6261902)
- Purcell, Huit suites pour clavecin, Z. 660 à 663 et Z. 666 à 669 (c.1946, 10 faces 78t Gramophone Shop Celebrities Album GSC-2) (OCLC 82050095 et 83580649)